# Jesse Crain
Jesse Alan Crain, né le 5 juillet 1981 à Toronto (Ontario) au Canada, est un lanceur de relève droitier de baseball qui évolue dans la Ligue majeure de 2004 à 2013.

## Carrière
Natif de Toronto au Canada, Jesse Crain suit ses études secondaires aux États-Unis, à la Fairview High School de Boulder (Colorado). Il rejoint en 2001 le San Jacinto Junior College au Texas avant de poursuivre ses études supérieures à l'Université de Houston. Il joue une saison sous les couleurs universitaires des Cougars de Houston où il s'illustre : 35 manches lancées comme releveur en 26 matchs pour 4 victoires, aucune défaite, dix sauvetages et une moyenne de points mérités de zéro. Crain est nommé dans l'équipe première All-America par Baseball America et Baseball Weekly.

### Twins du Minnesota

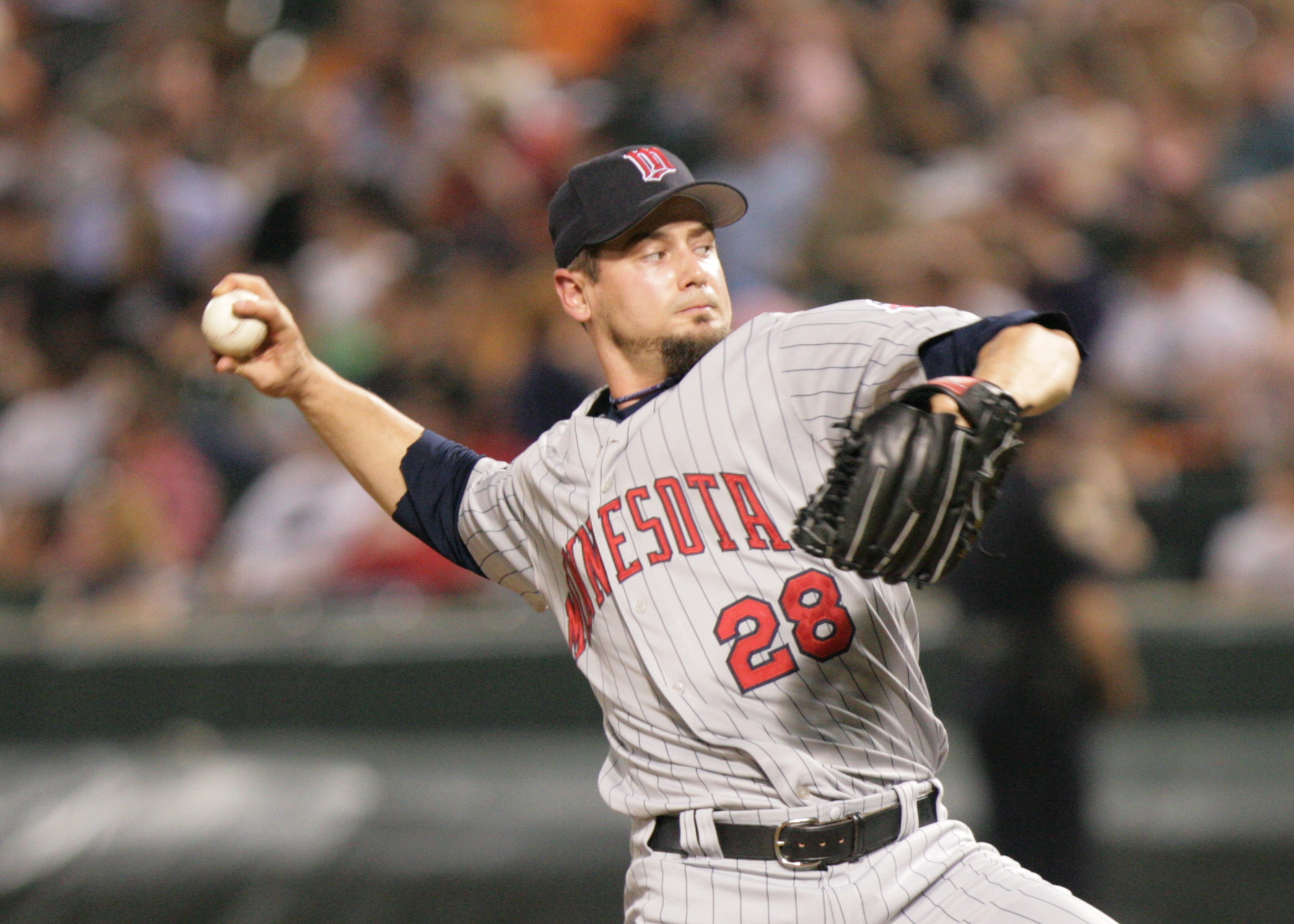
Jesse Crain avec les Twins du Minnesota.

Il est repêché le 4 juin 2002 par les Twins du Minnesota au deuxième tour de sélection. 
Crain passe trois saisons en Ligues mineures avant d'effectuer ses débuts en Ligue majeure le 5 août 2004.
Sélectionné en équipe du Canada, Crain participe aux deux premières éditions de la Classique mondiale de baseball en 2006 et 2009. Il joue deux matches pour un sauvetage en 2006 et un match en 2009.
À l'exception de la saison 2007, où une blessure et une opération le tiennent à l'écart du jeu pendant la majeure partie de l'année, Crain est un releveur sur lequel les Twins ont compté beaucoup au cours de son séjour au Minnesota. En 2005, il est amené au monticule en 75 occasions et présente une brillante moyenne de points mérités de 2,71 en 79 manches et deux tiers lancées. Il est crédité de 12 victoires, total relativement élevé pour un lanceur de relève, et ne reçoit la défaite qu'en cinq occasions. Il est considéré au titre de recrue de l'année, terminant huitième au scrutin des joueurs de première année dans la Ligue américaine.
Il lance 76,2 manches en relève en 2006, présentant une fiche de 4-5 et une moyenne de points mérités de 3,52 en 68 sorties.
Limité à seulement 16,1 manches au monticule en 2007, il revient en force en 2008 alors que les Twins lui remettent la balle dans 66 parties. Il présente un dossier de 5-4 et une moyenne de 3,59 en 62,2 manches lancées.
Sa moyenne grimpe à 4,70 en 2009, mais il remporte sept parties (contre quatre défaites), son plus haut total depuis sa saison recrue. Durant la campagne 2010, les Twins envoient Crain au monticule à 71 reprises, soit le plus grand nombre de fois depuis 2005. Utilisé pendant 68 manches, il abaisse sa moyenne de points mérités à 3,04. 
Jesse Crain est apparu en relève dans quelques matchs éliminatoires des Twins. Il a été crédité d'une défaite en Série de division 2010 contre les Yankees de New York.

### White Sox de Chicago
En novembre 2010, il devient agent libre. Le 20 décembre, il signe un contrat de trois ans pour 13 millions de dollars avec les White Sox de Chicago.
Dans la décevante saison 2011 des White Sox, Crain s'impose comme une valeur sure dans l'enclos de relève. Il affiche sa meilleure moyenne de points mérités en carrière (2,62) et la meilleure de tous les lanceurs de l'équipe. Il est employé dans 67 parties et lance 65 manches et un tiers, enregistrant 70 retraits sur des prises et gagnant 8 matchs, contre 3 défaites.
Crain est un des meilleurs releveurs du baseball en première moitié de saison 2013 avec une moyenne de points mérités de 0,74 et 46 retraits sur des prises en 36 manches et deux tiers lancées. Il est cependant blessé à l'épaule après le match du 29 juin. Malgré sa présence sur la liste des blessés, les Rays de Tampa Bay font son acquisition des White Sox le 29 juillet. Toujours blessé, il n'a pas la chance de jouer un seul match pour les Rays avant de devenir à nouveau agent libre.
Le 31 décembre 2013, Crain signe un contrat d'une saison avec les Astros de Houston. Blessé, il ne joue pas un seul match pour les Astros. Il signe un contrat des ligues mineures avec les White Sox de Chicago le 22 janvier 2015 mais cette tentative de retour dans les majeures avorte également.

## Statistiques
| Saison | Équipe    | G   | GS | CG | SHO | V  | D  | SV | IP    | SO  | ERA  |
| ------ | --------- | --- | -- | -- | --- | -- | -- | -- | ----- | --- | ---- |
| 2004   | Minnesota | 22  | 0  | 0  | 0   | 3  | 0  | 0  | 27.0  | 14  | 2,00 |
| 2005   | Minnesota | 75  | 0  | 0  | 0   | 12 | 5  | 1  | 79.2  | 25  | 2,71 |
| 2006   | Minnesota | 24  | 0  | 0  | 0   | 4  | 5  | 1  | 76.2  | 60  | 3,52 |
| 2007   | Minnesota | 18  | 0  | 0  | 0   | 1  | 2  | 0  | 16.1  | 10  | 5,51 |
| 2008   | Minnesota | 66  | 0  | 0  | 0   | 5  | 4  | 0  | 62.2  | 50  | 3,59 |
| 2009   | Minnesota | 56  | 0  | 0  | 0   | 7  | 4  | 0  | 51.2  | 43  | 4,70 |
| 2010   | Minnesota | 71  | 0  | 0  | 0   | 1  | 1  | 1  | 68.0  | 62  | 3,04 |
| Totaux | Totaux    | 376 | 0  | 0  | 0   | 33 | 21 | 3  | 382.0 | 264 | 3,42 |

| Saison | Équipe    | G | GS | CG | SHO | V | D | SV | IP  | SO | ERA   |
| ------ | --------- | - | -- | -- | --- | - | - | -- | --- | -- | ----- |
| 2004   | Minnesota | 1 | 0  | 0  | 0   | 0 | 0 | 0  | 0.1 | 0  | 0,00  |
| 2006   | Minnesota | 2 | 0  | 0  | 0   | 0 | 0 | 0  | 1.0 | 1  | 9,00  |
| 2010   | Minnesota | 1 | 0  | 0  | 0   | 0 | 0 | 0  | 0.1 | 0  | 54,00 |
| Totaux | Totaux    | 4 | 0  | 0  | 0   | 0 | 0 | 0  | 1.2 | 1  | 16,20 |

Note : G = Matches joués ; GS = Matches comme lanceur partant ; CG = Matches complets ; SHO = Blanchissages ; 
V = Victoires ; D = Défaites ; SV = Sauvetages ; IP = Manches lancées ; SO = Retraits sur des prises ; ERA = Moyenne de points mérités.